# Saint-Ouën-des-Vallons
Saint-Ouën-des-Vallons är en kommun i departementet Mayenne i regionen Pays de la Loire i nordvästra Frankrike. Kommunen ligger i kantonen Montsûrs som tillhör arrondissementet Laval. År 2018 hade Saint-Ouën-des-Vallons 182 invånare.

## Befolkningsutveckling
Antalet invånare i kommunen Saint-Ouën-des-Vallons
| Referens: INSEE |